# Operació Blanc (Mediterrània)
L'operació Blanc (anglès: Operation White) (15-18 de novembre de 1940) va ser un intent britànic de lliurar a Malta catorze avions, dotze caces Hawker Hurricane i dos bombarders en picat Skua des del portaavions HMS Argus. Blanc va ser un dels coneguts com a Club Runs , que proveïa de caces per a la defensa de Malta.
L'operació es va veure frustrada per la presència de la flota italiana, que va provocar l'enviament prematur dels caces; combinat amb el mal temps i una mica de mala navegació, això va provocar que només cinc avions arribessin a Malta, tots menys un, els altres pilots i avions es perdessin al mar.
Una investigació va culpar els pilots dels Hurricane per la manca de familiaritat amb l'hèlix de velocitat constant del Hurricane Mk II, però poques persones estaven convençudes i el vicealmirall Sir James Somerville, el comandant de la Força H a Gibraltar, va confiar al seu diari que l'operació havia estat "un fracàs espantós" i es va culpar de la tragèdia.

## Rerefons

### Malta

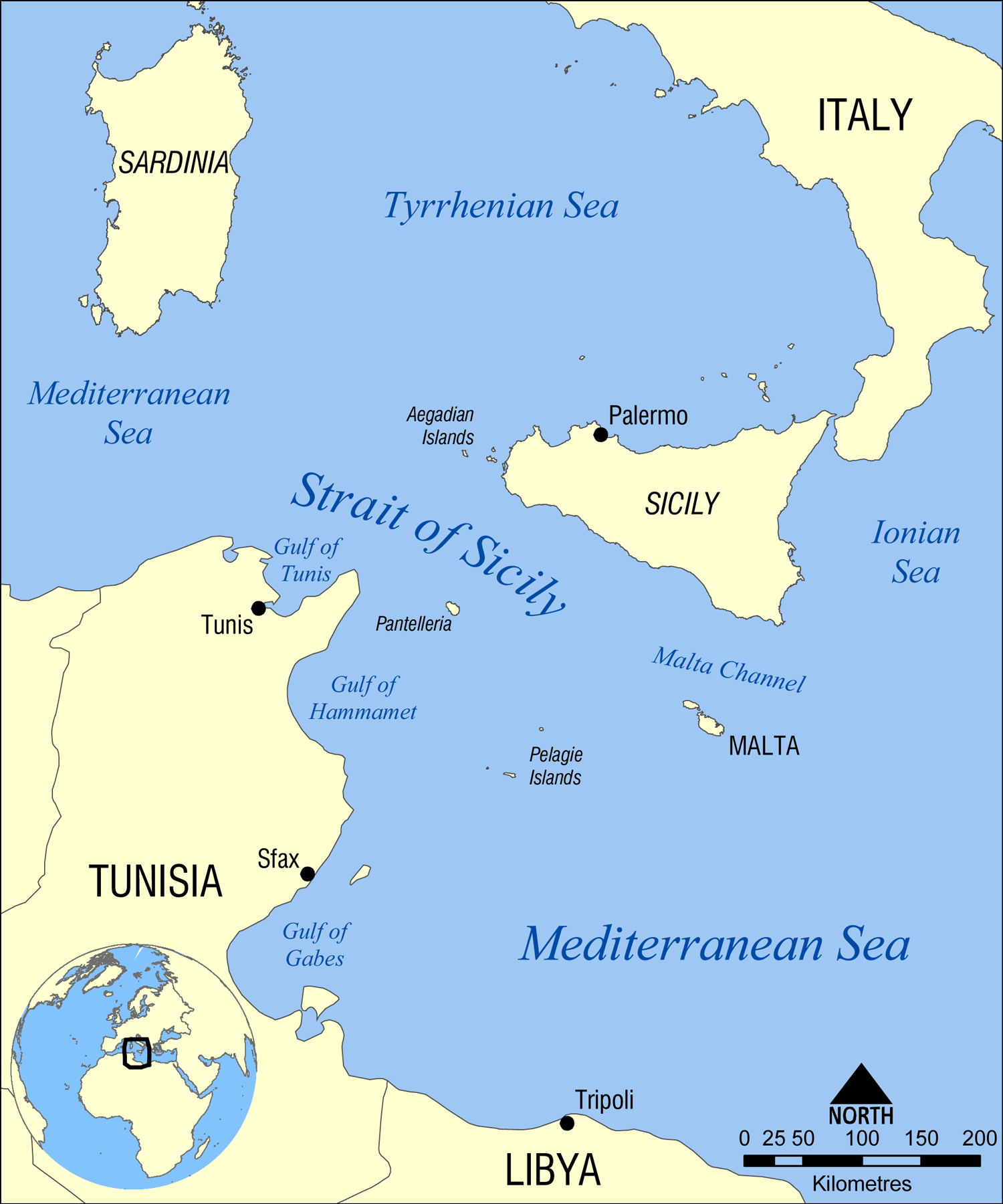
Mapa de l'estret de Sicília, que mostra Malta

Després de l'entrada d'Itàlia a la Segona Guerra Mundial el 10 de juny de 1940, es va acabar la divisió de responsabilitats a la Mediterrània entre la Marine Nationale francesa a l'oest i la Royal Navy britànica a la Mediterrània oriental. Per compensar la retirada dels francesos, l'Almirallat va establir la Força H a Gibraltar. Les autoritats britàniques van dissenyar un sistema formal de reforç d'avions a Malta, per muntar una defensa aèria adequada i substituir les pèrdues potencials. Només dues rutes van romandre obertes després de la batalla de França, passant pel nord d'Àfrica, transportant els caces sobre el Sàhara o pel canal de Suez fins a Egipte i lliurant-los amb portaavions des de la Mediterrània occidental.

### Operació Pressa
La Força H (almirall Sir James Somerville), estava formada pel portaavions de la flota HMS Ark Royal, els cuirassats HMS Valiant i Resolution, els creuers HMS Arethusa, Delhi i Enterprise i els destructors HMS Faulknor, Forester, Foresight, Foxhound, Fearless, Escapade, Active i Wrestler. El 2 d'agost, nou avions Fairey Swordfish van enlairar-se des de l'Ark Royal per bombardejar Càller i tres per posar mines. La primera part que va dur a terme un Club Run va ser el 418 Vol Royal Air Force (RAF), format per pilots de la RAF transferits dels seus esquadrons i altres pilots que havien estat units al Fleet Air Arm i entrenats per a operacions de coberta. El 2 d'agost de 1940, l'avió va enlairar des de l'HMS Argus al sud-oest de Sardenya, navegant independentment de la Força H, amb una escorta de destructors formada pel HMS Encounter, Gallant, Greyhound i Hotspur.

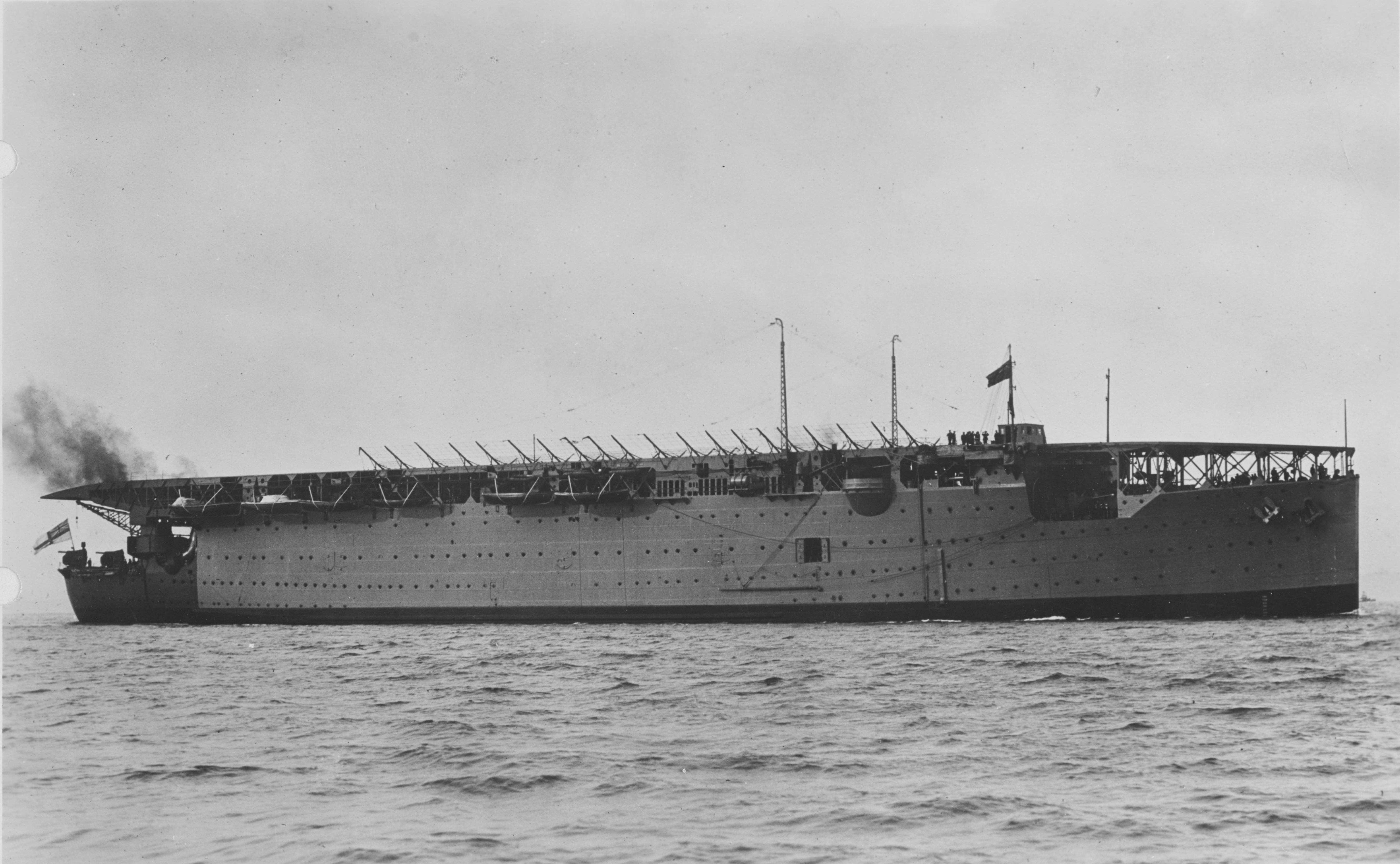
El

Quan el quarter general naval italià (Supermarina) va descobrir la navegació de la Força H, dues línies de submarins, Scirè, Argo, Neghelli, Turchese, Medusa, Axum, Diaspro i Luciano Manara es van reunir l'1 d'agost al nord de Cap Bougaroûn però el moviment va resultar inútil, sense albiraments el 9 d'agost. Tres bombarders mitjans Savoia-Marchetti SM.79 de la Regia Aeronautica van atacar la Força H, però els Skuas de l'Ark Royal van abatre un dels SM.79 i van expulsar els altres dos. Els caces britànics van arribar a la pista d'aterratge de Luqa a Malta, però dos dels avions es van estavellar. El primer enganxament del nou avió va tenir lloc la nit del 13 al 14 d'agost, quan van abatre un altre SM.79. El 16 d'agost, el 418 Vol i les unitats originals de Malta es van fusionar en el 261 Esquadró.

## Preludi

### Força H

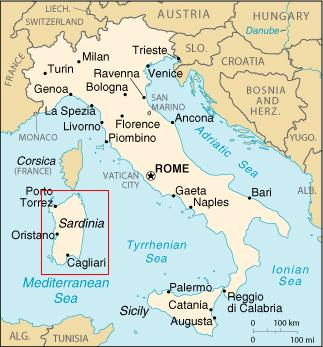
Mapa de Sardenya que mostra Càller

Després de l'èxit d'Hurry, es va planificar una altra missió per al novembre. Els avions havien de ser lliurat de nou per l'Argus, escortat per la Força H des de Gibraltar, amb el creuer de batalla HMS Renown, el portaavions Ark Royal, els creuers HMS Despatch i Sheffield i els destructors Faulknor, Fortune, Fury, Wishart, Forester, Firedrake, Duncan i Foxhound. El comboi va sortir de Gibraltar a la matinada del 15 de novembre. Aquell mateix dia, es va fer arribar un informe a Somerville que la flota italiana estava al mar al sud de Nàpols, per enfrontar-se a la Força H, decidint llançar els caces tan aviat com fos possible.

### La Regia Marina
La Supermarina, el quarter general naval italià, va ser informat de l'operació pels seus espies a Gibraltar quatre hores després que la Força H hagués salpat. Vaixells de la Regia Marina van navegar des de Nàpols i Messina comandats per l'almirall Inigo Campioni. Al matí del 17 de novembre, els cuirassats Vittorio Veneto i Giulio Cesare que havien sobreviscut a la batalla de Tàrent (11/12 de novembre de 1940) a l'atac aeri britànic al port de Tàrent. Amb dos creuers pesats i diversos destructors, els cuirassats estaven a l'aguait a 35 nmi (65 km; 40 milles) al sud-oest de Sardenya.

## L'operació

### Primera onada

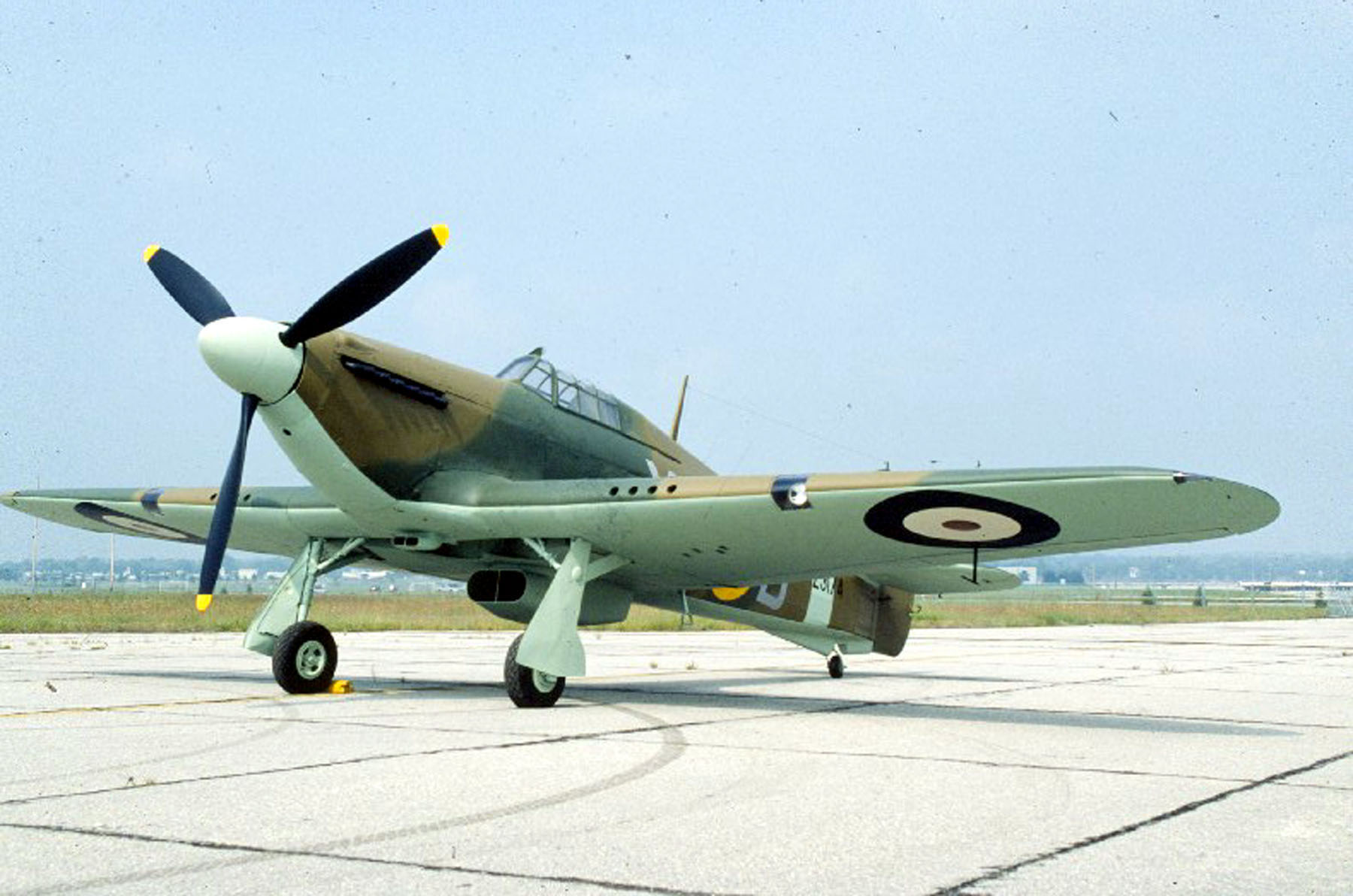
Hawker Hurricane Mk IIA al Museu Nacional de la Força Aèria dels Estats Units

A la matinada del 17 de novembre, els sis primers Hurricanes van ser portats a coberta. El Skua navegant (L2882) estava tripulat pel subtinent (A) Nowell, que havia volat a l'operació Pressa i el subtinent (O) P. Gordon-Smith. Era uns 640 km (400 milles) fins a Malta; si es volava a velocitat, revolucions i altitud òptimes, s'esperava que els Hurricanes arribessin a Malta amb 45 minuts de combustible restants. L'arrencada del motor va ser a les 6:15 del matí i es van trigar 15 minuts a embarcar els set avions i es van formar en dues seccions, que ocupaven un terç del marge de seguretat.  Tenint en compte la velocitat de creuer correcta, els Hurricanes haurien tingut 45 minuts de combustible a la mà després d'arribar a la costa de Malta, però van utilitzar la tercera part de la reserva mentre es remenaven i es formaven. Els caces van volar a 150 mph (240 km/h) a una alçada de 2.000 peus (610 m), lluny de l'alçada i velocitat òptimes per a la distància a recórrer.
L'abast de 510 milles (820 km) de l'Hurricane Mk II es va aconseguir a 10.000 peus (3.000 m), fora de l'aire més dens més avall. La formació es va trobar inesperadament amb un vent en contra, per al qual no s'havia donat compte. El vent va retrocedir de sud-oest a sud-est, dificultant el vol cap a l'est de l'avió. A prop de les illes Galite, a 50 milles (80 km) al nord de Tunísia i 93 milles (150 km) al sud de Sardenya, l'onada es va trobar amb un hidroavió Short Sunderland que va conduir la formació a Malta. Un Hurricane es va quedar sense combustible a les 9:08 a 45 nmi (83 km; 52 milles) de Malta i un altre a les 9:12 am. Un dels pilots va ser rescatat pel Sunderland però l'altre es va perdre al mar. Els quatre Hurricanes restants i el Skua van aterrar a Luqa a les 9:20 del matí

### Segona onada

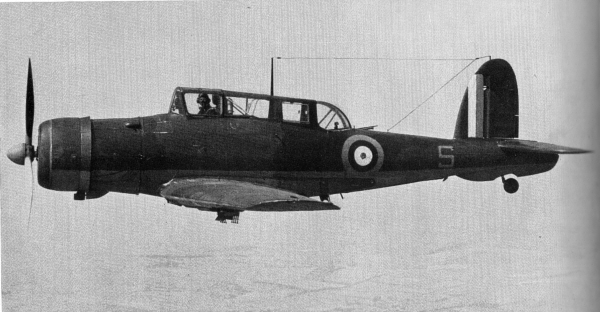
Un Blackburn Skua en vol

El segon vol dels Hurricanes va seguir una hora més tard, el seu Skua navegant (L2987) pilotat pel suboficial (A) WEJ Stockwell i el subtinent (O) RC Neil. El vol va sortir malament des del principi, l'escorta de Sunderland des de Gibraltar no va poder enlairar-se de Gibraltar. El vent en contra va augmentar i el vol no va tocar terra a l'illa Galite, no va poder trobar-se amb un Maryland enviat des de Malta i es va perdre. El navegador Skua va demanar ajuda per ràdio però el seu receptor no funcionava. Mentre la tripulació de Skua buscava terra, els Huricanes van abandonar la formació un a un i van aterrar al mar. Just abans que el Skua es quedés sense combustible, la tripulació va observar la costa sud de Sicília a través de la boira. El Skua, a 75 milles nàutiques (86 milles; 139 km) de rumb. El foc antiaeri va danyar l'Skua, que es va estavellar a la platja de Punta Palo a l'Isola delle Correnti, prop de Siracusa, i Stockwell i Neil van ser fets presoners. Un Maryland de Malta enviat a buscar supervivents no va trobar res, els sis pilots dels Hurricanes havien mort al mar.

## Conseqüències

### Anàlisi

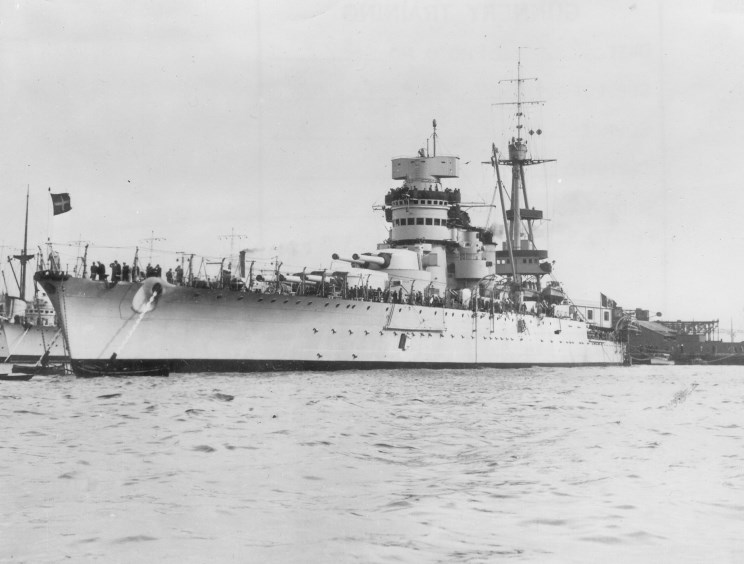
El cuirassat italià Giulio Cesare, enviat a interceptar la Força H i l'Argus

MacLachlan va escriure al seu diari: "Avui ha estat un dels més tràgics de la meva vida. Nou [sic] homes que estaven vius i bé fa dotze hores han mort, i jo podria haver estat fàcilment un d'ells". MacLachlan no sabia el destí de l'Skua desaparegut i la seva tripulació. Uns dies després, ell i el subtinent (O) Gordon-Smith van ser citats per assistir a un jutjat d'instrucció a Gibraltar, que va constatar que la pèrdua de l'avió es devia "principalment a un desconeixement per part dels pilots de l'Hurricane". quant a com volar els seus avions quan estan equipats amb cargols de velocitat constant" i "mala navegació per part de l'observador del segon Skua". Somerville va valorar en privat l'operació "un fracàs espantós" i es va culpar a si mateix. Somerville va escriure l'endemà de la pèrdua de l'avió: "Ara sento que, malgrat el risc de trobar forces superiors italianes de superfície, hauria estat millor si hagués avançat 40 milles més a l'est..."

### Tribunal d'Instrucció
La investigació va culpar el desconeixement dels pilots dels Hurricanes amb l'Hurricane Mk II, amb una hèlix de velocitat constant. El mal temps i l'ús d'un navegant a l'Skua que era un oficial voluntari de reserva, en la seva primera sortida operativa, que Somerville va anomenar "un escàndol positiu" va contribuir a la pèrdua dels Hurricanes. Més tard es va reconèixer tàcitament que hi havia hagut una previsió meteorològica inadequada i una manca d'enllaç entre la Marina i la RAF quant a l'abast real de l'Hurricane. Els pilots van rebre instruccions de volar a 2.000 peus (610 m) on l'aire és "més pesat" que a l'alçada prescrita a les notes de manipulació disponibles per a l'oficial d'operacions aèries a bord de l'Argus. Un Hurricane Mk II (tropical) en aire quiet, a 130 nusos (240 km/h; 150 mph) podria volar 521 milles (838 km) a 10.000 peus (3.000 m). La precaució en el maneig de la flota va tenir un paper molt més important en la tragèdia que l'error de la tripulació i la pèrdua dels pilots es va agreujar a causa de la seva experiència adquirida a Anglaterra. Un navegant de Skua i alguns dels pilots dels Hurricanes van cometre errors, però aquests van ser menors que els altres en el desastre. El primer ministre, Winston Churchill, va escriure que "mai més es van tallar els marges tan bé, i encara que moltes operacions similars van tenir lloc en el futur mai no es va repetir una catàstrofe com aquesta".
La pèrdua de pilots de caça experimentats va ser particularment dolorosa i abans dels Club Runs posteriors, es va intentar donar als pilots una mica de pràctica en el vol de llarg abast sobre el mar.
El pilot de l'Hurricane a l'Argus, el sergent CS Bamberger, va tornar a Gibraltar amb el portaavions, d'on va ser portat a Malta pel destructor Hotspur, desembarcant el 28 de novembre. Bamberger va escriure:
| « | El tinent MacLachlan, a qui vaig conèixer bé a Malta, no s'hauria enlairat de l'Argus si hagués previst un vol de tres hores de durada. En qualsevol vol de llarga distància, sobretot si fos sobre el mar, seria contra la naturalesa mateixa de qualsevol pilot de caça no estalviar gasolina. Al meu parer, la Marina no els va portar prou a prop.. | » |

### Operacions posteriors
El sergent Pickering va escriure sobre els supervivents: "Quan va arribar el reforç, parcialment, els pilots van aportar idees que havien evolucionat a la batalla d'Anglaterra. A part de les tàctiques aèries, aquestes incloïen la selecció de líders aeris que no fos per antiguitat en el rang". Poc després de la mitjanit del matí del 22 de novembre, un bombarder italià va sortir d'un núvol espès i va llançar bombes, que van causar pocs danys i cap víctima, mentre s'escapava d'un Hurricane que maniobrava per interceptar. Quan el bombarder va sobrevolar Malta, un metrallador va obrir foc, els cinturons de metralladores van caure de l'avió i van ser recuperats per les tropes properes.

## Ordes de batalla

### Força H (escorta)
| Vaixell       | Bandera    | Tipus            | Notes                                                                                         |
| ------------- | ---------- | ---------------- | --------------------------------------------------------------------------------------------- |
| HMS Ark Royal | Royal Navy | Aircraft carrier | Atac dels bombarders Swordfish al camp d'aviació de l'Alguer, Sardenya (cancel·lat)           |
| HMS Valiant   | Royal Navy | Cuirassat        |                                                                                               |
| Resolution    | Royal Navy | Cuirassat        |                                                                                               |
| HMS Arethusa  | Royal Navy | Creuer           |                                                                                               |
| Delhi         | Royal Navy | Creuer           |                                                                                               |
| Enterprise    | Royal Navy | Creuer           |                                                                                               |
| HMS Faulknor  | Royal Navy | Destructor       |                                                                                               |
| Forester      | Royal Navy | Destructor       |                                                                                               |
| Foresight     | Royal Navy | Destructor       |                                                                                               |
| Foxhound      | Royal Navy | Destructor       |                                                                                               |
| Fearless      | Royal Navy | Destructor       |                                                                                               |
| Escapade      | Royal Navy | Destructor       |                                                                                               |
| Active        | Royal Navy | Destructor       |                                                                                               |
| Wrestler      | Royal Navy | Destructor       |                                                                                               |
| HMS Newcastle | Royal Navy | Creuer           | Independent a Malta, 200 tripulants de terra de la RAF i peces de recanvi (17-19 de novembre) |

### Blanc
| Vaixell       | Bandera    | Tipus       | Notes                                                         |
| ------------- | ---------- | ----------- | ------------------------------------------------------------- |
| HMS Argus     | Royal Navy | Portaavions | 12 reforços de caces d'Hurricane per a Malta, 2 guies de Skua |
| HMS Encounter | Royal Navy | Destructor  | Escolta propera                                               |
| Gallant       | Royal Navy | Destructor  | Escolta propera                                               |
| Greyhound     | Royal Navy | Destructor  | Escolta propera                                               |
| Hotspur       | Royal Navy | Destructor  | Escolta propera                                               |

### Regia Marina
| Vaixell         | Bandera | Tipus        | Notes                    |
| --------------- | ------- | ------------ | ------------------------ |
| Vittorio Veneto | Itàlia  | Cuirassat    |                          |
| Giulio Cesare   | Itàlia  | Cuirassat    |                          |
| Bolzano         | Itàlia  | Creuer pesat |                          |
| Trento          | Itàlia  | Creuer       |                          |
| Trieste         | Itàlia  | Creuer       |                          |
| —               | Itàlia  | Destructor   | 14 destructors d'escorta |

### Barrera de submarins
| Vaixell         | Bandera | Tipus   | Notes |
| --------------- | ------- | ------- | ----- |
| Scirè           | Itàlia  | Submarí |       |
| Argo            | Itàlia  | Submarí |       |
| Neghelli        | Itàlia  | Submarí |       |
| Turchese        | Itàlia  | Submarí |       |
| Medusa          | Itàlia  | Submarí |       |
| Axum            | Itàlia  | Submarí |       |
| Diaspro         | Itàlia  | Submarí |       |
| Luaciano Manara | Itàlia  | Submarí |       |